# Lanko International Conference & Exhibition Tower D
La Lanko International Conference & Exhibition Tower D, también conocida como Lanko International Complex Yage Tower, es un rascacielos de 258 metros de altura situado en el Distrito de Nan'an, en Chongqing, China. Tiene 54 plantas y fue completado en 2010. Es el tercer edificio más alto de Chongqing y el 57.º más alto de China.
Forma parte del complejo Lanko International, que está compuesto por cuatro torres:
- Torre A: Liangge Tower: 128 m, 30 plantas (hotel)

- Torre B: Yunge Tower: 142,35 m, 32 plantas (hotel)
- Torre C: Meige Tower: 163,2 m, 30 plantas (residencial)
- Torre D: Yage Tower: 268 m, 54 plantas (oficinas)[3]